# Aerick Sanders
Aerick Rashal Sanders (Los Angeles, 1º giugno 1982) è un ex cestista e allenatore di pallacanestro statunitense.